# Claus Toksvig
Claus Bertel Toksvig (21. oktober 1929 i København – 4. november 1988) var en dansk tv-journalist og EU-parlamentariker. 

## Baggrund og karriere
Han blev født i København som søn af Harald og Karen Frederikke Toksvig (født Clauson-Kaas). 
- Gift med Julie Anne Brett (1954). De fik tre børn. Den ældste datter er den kendte komiker Sandi Toksvig.

- Programassistent i London ved BBC's danske udsendelser (1951).
- Reporter hos The Federal Broadcasting Service i det daværende Rhodesia & Nyasaland.
- Ansat ved Danmarks Radio (1958). Var i midten af 1960'erne med til at udbygge TV-Avisen.
- DR's korrespondent i New York (1967-74). Her blev han bl.a. kendt som kommentator under den direkte transmission, da Apollo 11 landede på månen i 1969.
- Korrespondent i London (1974-82). I 1981 brød han med Danmarks Radio, da han var utilfreds med arbejdstidsreglerne og i protest mod rotationsprincippet, der betød, at han skulle udskiftes som London-korrespondent.

### Politisk karriere
I 1984 indledte Claus Toksvig en ny karriere, da han stillede op til Europa-parlamentet for Det Konservative Folkeparti og blev valgt med tredje største antal stemmer. I parlamentet var han bl.a. med til at udvikle parlamentets rolle efter EF-pakkens vedtagelse. Ved sin død i 1988 var han næstformand for den konservative gruppe i EU-parlamentet.
Toksvig boede til sin død i England, som han i kraft af sit ægteskab var tæt knyttet til.

## Bøger
- Slutspil i Afrika – 1961.
- TV Reporter – 1963.
- Den redigerede virkelighed – 1972.

## Filmografi
Medvirkede i den danske film Reptilicus (1961) i rollen som tv-journalist.